# Jurij Bieliczenko
Jurij Ołeksandrowycz Bieliczenko (ukr. Юрій Олександрович Бєліченко, ros. Юрий Александрович Беличенко, Jurij Aleksandrowicz Bieliczenko; ur. 13 grudnia 1964 w Doniecku) – ukraiński piłkarz, grający na pozycji pomocnika, a wcześniej napastnika lub obrońcy, trener piłkarski.

## Kariera piłkarska

### Kariera klubowa
Wychowanek Szkoły Piłkarskiej Szachtar Donieck. W 1983 rozpoczął karierę piłkarską w drużynie rezerwowej Szachtara Donieck, a w 1986 debiutował w podstawowym składzie. W 1988 przeszedł do Zorii Ługańsk. W 1991 bronił barw Nywy Winnica, a w następnym roku powrócił do Szachtara Donieck. Na początku 1995 został piłkarzem Szachtara Makiejewka, w którym występował do końca 1996, kiedy to przeniósł się do Zirki Kirowohrad. Karierę piłkarską zakończył w 1999 w Metałurhu Donieck.

## Kariera trenerska
Po zakończeniu kariery rozpoczął pracę trenerską. Najpierw pomagał trenować dzieci w DJuSSz Szachtar Donieck. Na początku 2003 objął stanowisko głównego trenera Szachtar Donieck U-19. Potem powrócił do pracy w sztabie trenerskim Piłkarskiej Akademii Szachtara Donieck.

## Sukcesy i odznaczenia

### Sukcesy klubowe
- wicemistrz Ukrainy: 1994
- mistrz Pierwszej Lihi Ukrainy: 1999

### Odznaczenia
- nagrodzony tytułem Mistrza Sportu ZSRR: 1991